# Larroque-sur-l'Osse
 Larroque-sur-l'Osse  (en occitano La Ròca d'Òssa) es una población y comuna francesa, ubicada en la región de Mediodía-Pirineos, departamento de Gers, en el distrito de Condom y cantón de Montréal (Gers).

## Demografía
| 392 | 350 | 270 | 258 | 254 | 226 |
| Para los censos de 1962 a 1999 la población legal corresponde a la población sin duplicidades (Fuente: INSEE [Consultar]) |     |     |     |     |     |